# Anel de Gramme

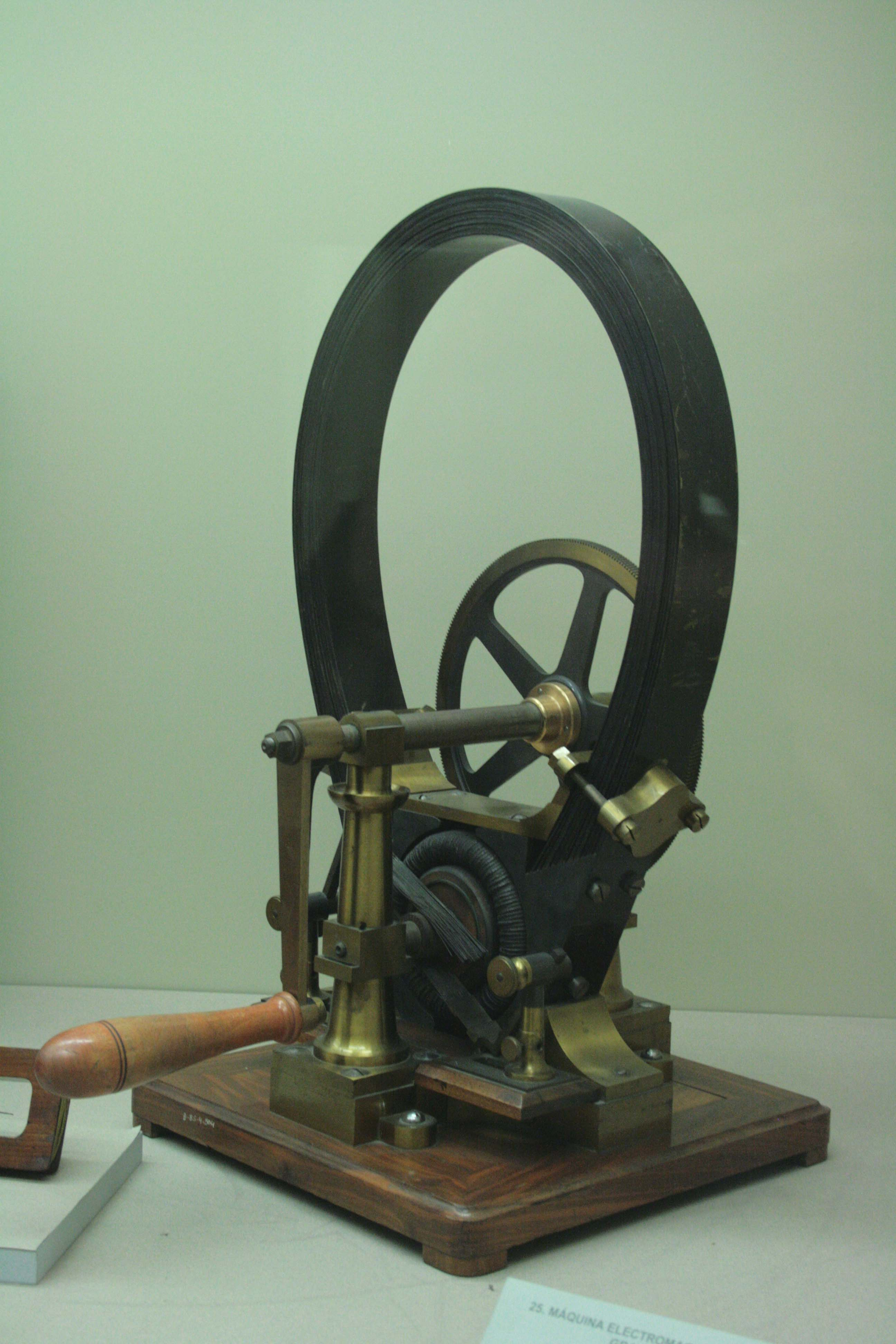
Um anel de gramme.

O anel de Gramme é um gerador elétrico que produz corrente contínua e leva esse nome em homenagem ao seu inventor, Zénobe Gramme.

## Enrolamento em anel de Gramme
É um enrolamento efetuado em um cilindro oco de ferro fundido ou laminado, as suas bobinas são enroladas de forma que um lado de bobina fique situado na parte interna do cilindro e o outro lado da mesma bobina fique situado na parte externa do cilindro.
Isso se torna uma desvantagem, sendo que uma bobina possui dois lados, mas apenas um lado está sujeito as linhas de fluxo (lado de bobina situado na parte externa do cilindro), portanto só em um dos lados surge uma tensão induzida e no outro e = 0v, sendo apenas aproveitado metade de todo cobre contido para gerar tensão, mostrando que o sistema se torna antieconômico em termos de gasto de cobre x tensão induzida por lado de bobina, aumentando também o fator peso.

### Cálculos
Tensão média induzida por lado de bobina (em Volts)
Sendo:
em : tensão média em uma bobina
P :  número de pólos
ө: Fluxo por pólo
N : Rotação da máquina em RPM.
K :{\displaystyle 10^{-}8} para CGS
K : 1 para MKS
Tensão bruta produzida (é a tensão total gerada em Volts)
Sendo:
m : número de espiras por bobina
n : número de bobinas
P : número de pólos
em : tensão média por lado de bobina
Tensão terminal (tensão que passa pela carga em Volts)
Vt = E – Ri*Ii
Sendo:
Vt = Tensão terminal
E = Tensão bruta produzida (sem perdas)
Ri = Resistência do induzido
Ii = Corrente do induzido
Potência útil entregue ao consumidor
{\displaystyle Pu=Vt*Ii}(Watts)
Potência dissipada no induzido
{\displaystyle PD=Ri*Ii^{2}}  (Watts)
Potência total
{\displaystyle Pt=Pu+PD=E*Ii} (Watts)
Rendimento

### Conclusões
- É versátil, sendo um mesmo induzido possível de ser montado em carcaças com números distintos de pares de pólos, desde que n/p seja inteiro e diferente de 1
- Apresenta N circuitos em paralelo relativos a N pólos;
- Perde praticamente metade do cobre aplicado em termos de produção de tensão, por conta dos lados de bobina no interior do cilindro, onde não existe fluxo magnético. Este cobre perdido em termos de produção de tensão representa peso, custo, resistência ôhmica e representa uma desvantagem para este enrolamento;
- O valor máximo recomendado pela ABNT para Ic é de 200 A